# Синякова, Ксения Михайловна
Ксения Михайловна Синякова (в замужестве — Асеева; 26 августа [7 сентября] 1892, Харьков — 31 мая 1985, Москва) — жена советского поэта Николая Асеева.
Ксения Синякова — одна из пяти харьковских сестёр Синяковых, бывших «музами русского футуризма». Это ей посвящено стихотворение Асеева «За косы её золотые, за плечи её молодые». Велимир Хлебников посвятил ей пятую часть поэмы «Синие оковы» («И жемчуг северной Печоры / Таили ясных глаз озёра…»).
Сёстрами были увлечены Пастернак, Хлебников и Маяковский. Одна из её сестёр — Вера Михайловна Синякова (1896—1973) — была замужем за поэтом Г. Н. Петниковым (до 1924 года), затем прозаиком С. Г. Гехтом.
После смерти Николая Асеева Ксения Михайловна Синякова семнадцать лет прожила незарегистрированным браком с художником-авангардистом Анатолием Зверевым, который был её младше на 39 лет.

## Биография
Ксения Синякова родилась 26 августа (по старому стилю) 1892 года в Харькове.
Она училась в музыкальном училище, когда в Харьковский университет приехал поступать Николай Асеев.
Находясь в Харькове, Асеев узнал, что в доме Синяковых любят искусство и стал к ним заходить. Окончив музыкальное училище, в 1912 году Ксения вместе с сестрой Марией поехали в Москву: она — поступать в консерваторию, а Мария — в художественную студию Рерберга. Сёстры поселились на Малой Полянке у старшей, уже замужней, сестры Надежды.
Через несколько лет Асеев, тоже вернувшийся в Москву, сделал ей предложение. Они обвенчались в маленькой деревенской церкви в 1917 году. Жили в Москве. Во время Великой Отечественной войны находились в эвакуации в Чистополе (Татарстан). Официально свои отношения они зарегистрировали в 1950 году.
С Асеевым Ксения Михайловна прожила почти пятьдесят лет, была счастлива и любима. После смерти мужа в 1963 году, она, будучи уже в преклонном возрасте, оставалась видной красавицей и держалась с большим достоинством. Занималась литературным наследием мужа. Вскоре в Москве заговорили о её романе с андеграундным художником Анатолием Зверевым, который был на 39 лет моложе её. Со Зверевым она прожила до конца своей жизни, не вступая в брак.
Умерла в 1985 году в Москве, пережив всех своих сестёр. Похоронена рядом с Н. Асеевым на Новодевичьем кладбище.
В начале 1980-х Ксения Михайловна сделала Курской области значимый подарок. Узнав, что дом в городе Льгове, в котором родился и вырос Николай Асеев, хотят снести, она помогла отстоять его и передала на родину мужа все его личные вещи из их московской квартиры. Так появился Льговский мемориальный музей Н. Н. Асеева. Его открыли уже после смерти Ксении Михайловны, в 1988 году.